# Marnate
Marnate – miejscowość i gmina we Włoszech, w regionie Lombardia, w prowincji Varese.
Według danych na rok 2004 gminę zamieszkiwało 5967 osób, 1491,8 os./km².